# Atwood (Tennessee)
Atwood és una població dels Estats Units a l'estat de Tennessee. Segons el cens del 2000 tenia 1.000 habitants.

## Demografia
Segons el cens del 2000, Atwood tenia 1.000 habitants, 430 habitatges, i 304 famílies. La densitat de població era de 203,2 habitants/km².
Dels 430 habitatges en un 24,4% hi vivien nens de menys de 18 anys, en un 57,2% hi vivien parelles casades, en un 11,6% dones solteres, i en un 29,3% no eren unitats familiars. En el 27,7% dels habitatges hi vivien persones soles el 12,8% de les quals corresponia a persones de 65 anys o més que vivien soles. El nombre mitjà de persones vivint en cada habitatge era de 2,33 i el nombre mitjà de persones que vivien en cada família era de 2,82.
Per edats la població es repartia de la següent manera: un 20,5% tenia menys de 18 anys, un 8,5% entre 18 i 24, un 25,6% entre 25 i 44, un 26,9% de 45 a 60 i un 18,5% 65 anys o més.
L'edat mediana era de 41 anys. Per cada 100 dones de 18 o més anys hi havia 84 homes.
La renda mediana per habitatge era de 30.000 $ i la renda mediana per família de 39.464 $. Els homes tenien una renda mediana de 29.375 $ mentre que les dones 22.500 $. La renda per capita de la població era de 14.354 $. Entorn del 13,4% de les famílies i el 15,1% de la població estaven per davall del llindar de pobresa.

## Poblacions més properes
El següent diagrama mostra les poblacions més properes.